# 维耶勒塞居尔
维耶勒塞居尔（法語：Vielleségure，法語發音：[vjɛlseɡyʁ]）是法国大西洋比利牛斯省的一个市镇，属于波城区。

## 地理
维耶勒塞居尔（43°21'24"N, 0°41'2"W）面积14.31 平方千米，位于法国新阿基坦大区大西洋比利牛斯省，该省份为法国东南部省份，涵盖了贝阿恩与北巴斯克，西临大西洋比斯開灣，北至朗德省，东北接热尔省，东临上比利牛斯省，南与西班牙接壤。
与维耶勒塞居尔接壤的市镇（或旧市镇、城区）包括：巴斯塔内斯、比年、拉戈尔、吕克德贝阿恩、梅里坦、纳瓦朗克斯、奥热讷-康普托尔、索沃拉德。

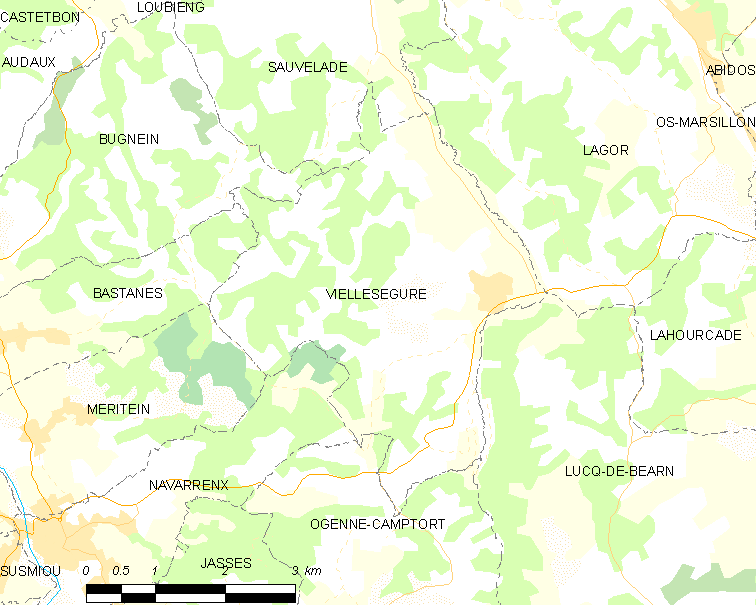
维耶勒塞居尔的OSM定位图

维耶勒塞居尔的时区为UTC+01:00、UTC+02:00（夏令时）。

## 行政
维耶勒塞居尔的邮政编码为64150，INSEE市镇编码为64556。

## 政治
维耶勒塞居尔所属的省级选区为贝阿恩中心县。

## 人口

1962-2008年间维耶勒塞居尔人口变化图示

维耶勒塞居尔于2022年1月1日时的人口数量为381人。